# Stibadium

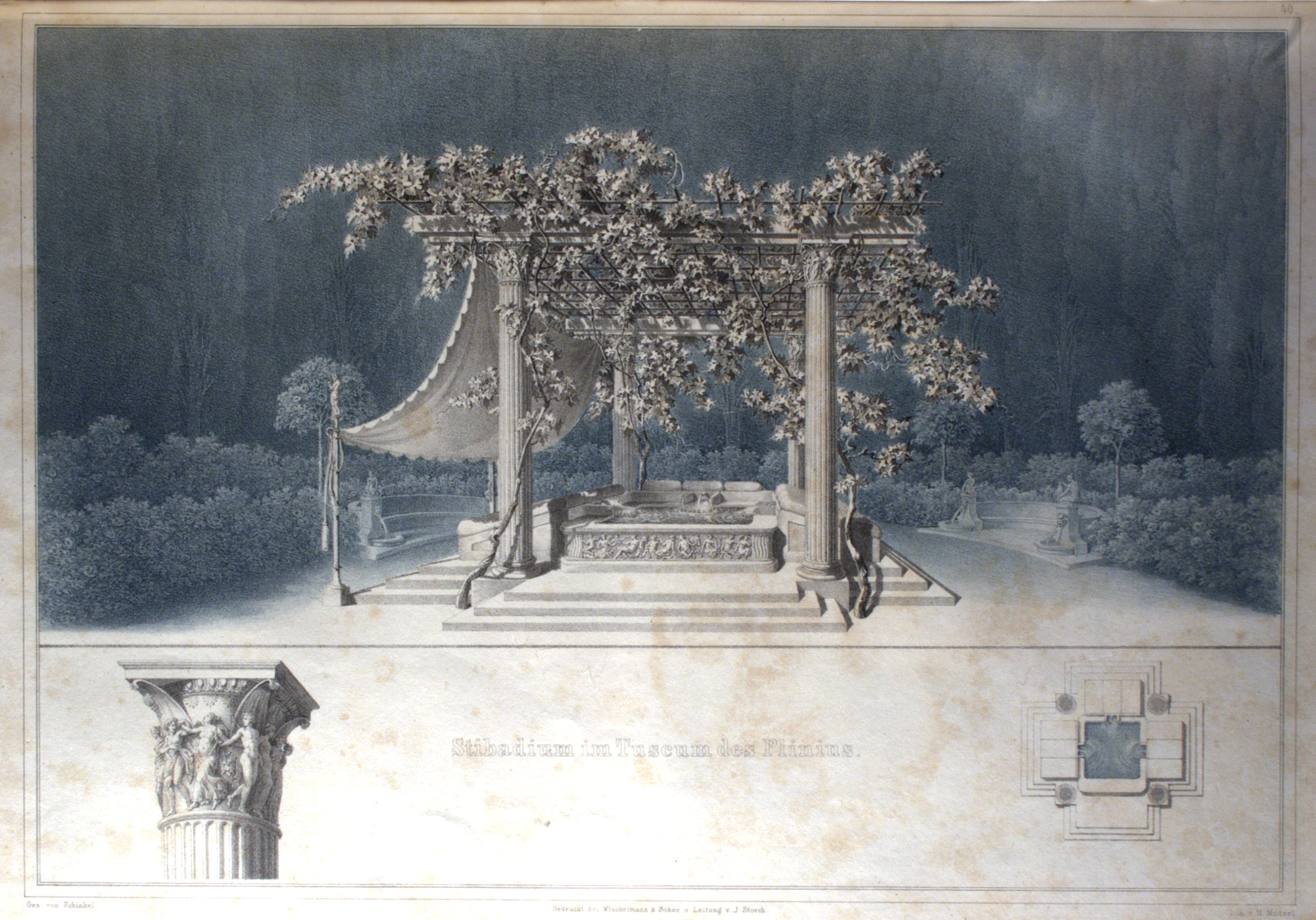
Stibadium de Plinio, reconstrucción de Karl Friedrich Schinkel.

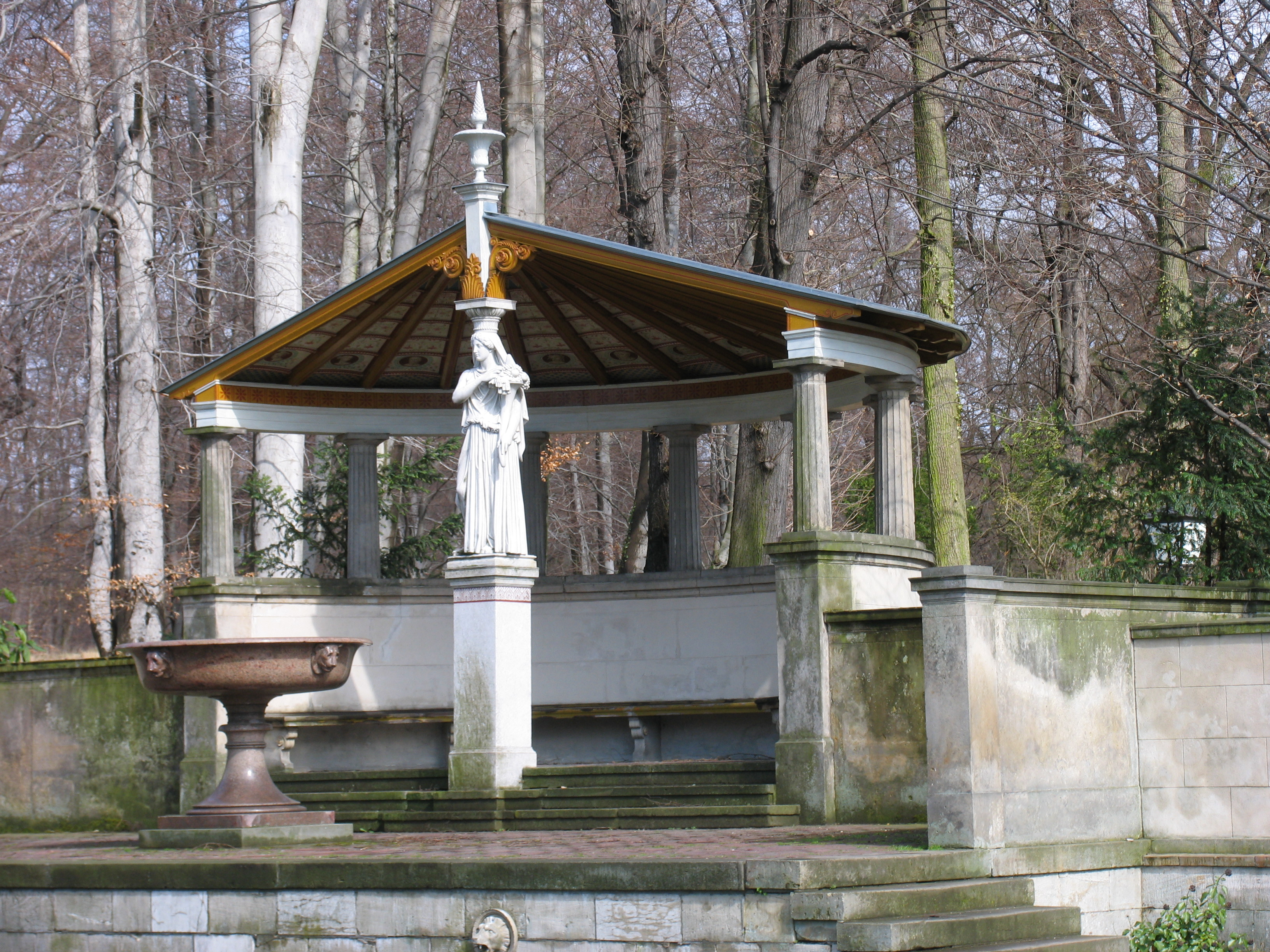
Stibadium en el Parque Glienicke, Berlín.

Un stibadium (palabra latina, en plural: stibadia) es un mueble de forma semicircular que servía de lecho en los comedores romanos de la élite. Fue una variante posterior del lectus triclinaris romano, el lecho reclinable recto utilizado por los comensales en el triclinio.
Este mobiliario se empezó a utilizar al tiempo en que se introdujeron mesas semicirculares llamadas mensae lunatae por su parecido con las medias lunas. Para adaptarse a estas mesas, se utilizaban los stibadia. Originalmente, los lecti se organizaron en grupos de tres en un semicírculo. El stibadium era una especie de sofá o diván semicircular, donde podían reclinarse entre siete y una docena de personas, llegando a reemplazar el grupo compuesto de tres lecti en el comedor, con frecuencia en nichos alrededor del centro de la sala.
Este tipo de sofá es mencionado en el siglo I y ya era común para comer al aire libre. Dentro de las casas y villas aristocráticas, el stibadium no es detectable hasta fines del siglo II y principios del siglo III porque su forma era más adecuada para el entretenimiento de los comensales. El tradicional sofá rectangular de triclinium siguió existiendo durante los siglos IV y V junto con el stibadium. La disposición semicircular al aire libre solía estar cubierta por un toldo que descansaba sobre columnas.
Las películas con escenas sobre convivia de la Antigua Roma a menudo presentan un stibadium en lugar de un lectus.